# Lovrenc Prager
Lovrenc Prager (Beč, oko 1728. – Ljubljana, 1791.), slovenski arhitekt. 
Godine 1739. kao zidarski palir upisao se na bečku Umjetničku akademiju, gdje je studirao kod Johanna Adama Loschera. Kasnije je u Beču obavljao službu dvorskog crtača kod arhitekta Nikolausa Pacassija. U to je doba nadzirao izgradnju kovnice novca u Grazu, koju je projektirao Joseph Hueber.
U Sloveniji se prvi put spominje 1761. godine u svezi gradnje dvorca Novo Celje kod Žalca, a iste je godine primljen u ljubljanski zidarsko-klesarski ceh. Od 1776. godine bio je vođa toga ceha. Najznačajnija djela ostavio je u Ljubljani i okolici.
Najreprezentativnija djela su mu: Jahaća škola u Ljubljani (1765.), proštenjarska crkva sv. Ane u Tunjicama (1761. – 66.) i crkva sv. Ivana Krstitelja u Gabrju kraj Ljubljane (1762. – 63.)
Od atribuiranih djela ističu se: gradnja Desselbrunnerova dvorca Sela kraj Ljubljane (1765.) obnova dvorca Dol kraj Ljubljane, crkve sv. Roka u Brežicama, župna crkva u Žužemberku (1768., kasnije pregrađena), župna crkva u Raki (1770. – 79), pregradnja proštenjarske crkve sv. Kuzme i Damjana u Krki, proštenjarska crkva u Slinovcama (1777.), Marijina crkva u Petrovču (1760-ih), župna crkva sv. Jakoba u Galiciji (1772. – 82.) i crkva u Belim Vodama kod Šoštanja (1775.).
U Hrvatskoj mu se pripisuje izgradnja župne crkve sv. Lovre u Vivodini (1753. – 57.).